# Driss Haddadi
Driss Haddadi est un footballeur international marocain qui évoluait au poste d'attaquant.

## Biographie
International marocain, il fait partie de la sélection marocaine vainqueur de la Coupe d'Afrique des nations 1976, à laquelle il participe à 1 match.

Il était le meilleur footballeur du SCCM.
En club, Driss Haddadi évolue avec le Sporting Club Chabab Mohammédia avec lequel il remporte la Coupe du Maroc 1972 et la Coupe du Maghreb des vainqueurs de coupe 1971-1972, dans lequel il ouvre le score à la 37e minute lors des demi-finales. Le club finit par remporter le match par 2 buts à 1 face au MC Alger, puis à battre le Club africain en finale.

## Sélections en équipe nationale
| Caps | Date       | Match              | Lieu       | Score | Compétition   | But |
| 1    | 03/12/1972 | Sénégal- Maroc     | Dakar      | 1 - 2 | Elim. CM 1974 | --  |
| 2    | 11/02/1973 | Guinée - Maroc     | Conakry    | 1 - 1 | Elim. CM 1974 | --  |
| 3    | 25/02/1973 | Maroc - Guinée     | Tétouan    | 2 - 0 | Elim. CM 1974 | --  |
| 4    | 31/10/1973 | Algérie - Maroc    | Alger      | 2 - 0 | Amical        | --  |
| 5    | 25/11/1973 | Maroc - Zambie     | Tetouan    | 2 - 0 | Elim. CM 1974 | --  |
| 6    | 09/12/1973 | Zaire - Maroc      | Kinshasa   | 3 - 0 | Elim. CM 1974 | --  |
| 7    | 22/02/1974 | Irak – Maroc       | Baghdad    | 0 - 0 | Amical        | --  |
| 8    | 25/02/1974 | Kuwait - Maroc     | Kuwait     | 0 - 2 | Amical        | --  |
| 9    | 01/03/1974 | A.Saoudite - Maroc | Riyad      | 0 - 0 | Amical        | --  |
| 10   | 07/04/1974 | Maroc – Algérie    | Casablanca | 2 - 0 | Amical        | 1   |
| 11   | 06/03/1976 | Nigeria - Maroc    | Dire Dawa  | 1 - 3 | CAN 1976      | --  |
| ---- | ---------- | ------------------ | ---------- | ----- | ------------- | --- |

## Palmarès

### En Club
Sporting Club Chabab Mohammédia :
- Coupe du Maroc
  - Vainqueur : 1972

- Coupe du Maghreb des vainqueurs de coupe
  - Vainqueur : 1974

### En Sélection
Maroc :
- Coupe d'Afrique des nations
  - Vainqueur : 1976